# Xenon-difluorid
| Xenon-difluorid                                                                                                 |                                      |
| xenon-difluorid                                                                                                 |                                      |
| xenon-difluorid                                                                                                 |                                      |
| \| \| \| |                                      |
| IUPAC-név | xenon-difluorid xenon(II)-fluorid    |
| Kémiai azonosítók                                                                                               |                                      |
| CAS-szám | 13709-36-9                           |
| PubChem | 83674                                |
| ChemSpider | 75497                                |
| EINECS-szám | 237-251-2                            |
| SMILES | F[Xe]F                               |
| InChIKey | IGELFKKMDLGCJO-UHFFFAOYSA-N          |
| UNII | 6POJ14981P                           |
| Kémiai és fizikai tulajdonságok                                                                                 |                                      |
| Kémiai képlet                                                                                                   | XeF2                                 |
| Moláris tömeg                                                                                                   | 169,30 g/mol                         |
| Megjelenés | fehér, szilárd anyag                 |
| Sűrűség | 4,32 g/cm³, szilárd                  |
| Olvadáspont | 129 °C                               |
| Oldhatóság (vízben)                                                                                             | bomlik                               |
| Gőznyomás | 5,2 hPa                              |
| Kristályszerkezet                                                                                               |                                      |
| Kristályszerkezet                                                                                               | párhuzamos, lineáris XeF2 egységek   |
| Molekulaforma                                                                                                   | lineáris                             |
| Dipólusmomentum                                                                                                 | 0 D                                  |
| Veszélyek |                                      |
| EU osztályozás                                                                                                  | Oxidáló (O), Nagyon mérgező (T+)     |
| R mondatok | R8, R25, R26, R34                    |
| S mondatok | S17, S26, S28, S36/37/39 S45         |
| LD50 | 90 mg/kg (egér, szájon át)           |
| Rokon vegyületek                                                                                                |                                      |
| Azonos anion | kripton-difluorid                    |
| Rokon vegyületek                                                                                                | xenon-tetrafluorid xenon-hexafluorid |
| Ha másként nem jelöljük, az adatok az anyag standardállapotára (100 kPa) és 25 °C-os hőmérsékletre vonatkoznak. |                                      |
| |                                      |

A xenon-difluorid egy erőteljes fluorozószer, melynek képlete XeF2, és az egyik legstabilabb xenonvegyület. A legtöbb kovalens, szervetlen fluoridhoz hasonlóan ez is érzékeny a nedvességre. Fény vagy vízpára hatására alkotóelemeire esik szét. A xenon-difluorid sűrű, fehér, kristályos, szilárd anyag. Enyhén émelyítő szaga van, de gőznyomása alacsony. A xenon-difluorid molekulája lineáris, infravörös spektrumában 550 cm−1 és 556 cm−1 hullámszámnál intenzív, jellegzetes kettős vonal (dublett) található.

## Kémiai jellemzői

### Előállítása
A szintézis kémiai folyamata a következő:
Xe + F2 → XeF2
A reakció lefolyásához melegítésre, besugárzásra vagy elektromos kisülésre van szükség. A termék gáz halmazállapotú, de −30 °C-on lecsapódik. Frakcionált desztillációval vagy vákuumcső segítségével végzett szelektív lecsapatással tisztítható.
Először 1962-ben Chernick és társai hoztak nyilvánosságra adatokat a XeF2-vel kapcsolatban. Azonban – bár csak később publikálták –, a XeF2 vegyületet először valószínűleg 1962 elején Rudolf Hoppe hozta létre Németországban a Münsteri Egyetemen. Fluor és xenon gáz keverékét reagáltatta elektromos kisülésben. Nem sokkal ezen tanulmányok megjelenését követően az Argonne Nemzeti Laboratóriumnál dolgozó Weeks, Cherwick, és Matheson arról számolt be, hogy egy átlátszó alumínium-oxid ablakokkal felszerelt, egyébként teljes egészében nikkelből álló rendszerben kis nyomáson, ultraibolya besugárzással, egyenlő arányban felhasznált Xe és F2 segítségével XeF2 vegyületet állítottak elő. Williamson beszámolója szerint a reakció atmoszferikus nyomáson száraz Pyrex üvegből készült villanyégőben is ugyanolyan jól lejátszódik. Itt a napfény a forrás. Azt is megjegyezték, hogy a szintetikus folyamat felhős időben is végbemegy.
Az előző szintézisben a F2 reagensanyagot megtisztították, eltávolították belőle a H2 összetevőt. Šmalc és Lutar arra jött rá, hogy ha ezt a lépést kihagyják, a folyamat reakciósebessége az eredetinek négyszerese lesz.

### Oldhatóság
A XeF2 olyan anyagokban oldódik, mint a BrF5, a BrF3, a IF5, a vízmentes HF és CH3CN, ezekben redukció és oxidáció nélkül játszódik le az oldódás. A HF-ben az oldhatósága nagyon jó, 29,95 °C-on 167 g oldódik 100 g HF-ben.

### Biztonsági figyelmeztetések
A xenon-difluorid (XeF2) legegyszerűbben közvetlenül xenonból és fluorból állítható elő. Egy kiürített, fluorral és xenonnal megtöltött, üvegből készült tárolóedényt ki kell tenni napfényre. A F2 használatára vonatkozó biztonsági rendszabályok itt is érvényesek: zsírmentes, a fluor korrodáló hatásának ellenálló fémrendszert vagy nagyon száraz üvegedényt kell használni. A xenon-trioxid kialakulását megelőzendő a rendszert a levegőtől el kell zárni. Ez a robbanásveszélyes anyag csak akkor jön létre, ha a XeF2 egy része XeF4 vegyületet is tartalmaz, mely hidrolízis során xenon-trioxiddá alakul.

### Származtatott xenonvegyületek
A xenon-difluoridból további vegyületek képezhetők. A nem stabil xenonorganikus Xe(CF3)2 vegyületet úgy lehet előállítani, hogy hexafluoretánt besugárzunk, hogy ennek eredményeképp CF3• gyök jöjjön létre, s ezt a gázt átáramoltatjuk a XeF2 vegyületen. Az eredményképp kapott viaszos, fehér, szilárd anyag szobahőmérsékleten négy óra alatt teljesen lebomlik.
A XeF+ kation úgy jön létre, hogy a xenon-diflouridot erős fluorid akceptorral, például folyékony (SbF5) feleslegével reagáltatják:
XeF2 + SbF5 → XeF+ + SbF−6
A halványsárga oldathoz 2–3 atm nyomáson xenon gázt adva az oldat zöld színűvé válik, mely paramágneses Xe+2 ionokat tartalmaz. Ezekben Xe–Xe kötés található (az „apf” a folyékony SbF5-os oldatot jelöl):
3 Xe (g) + XeF+ (apf) + SbF5 (l) ⇌ 2 Xe+2 (apf) + SbF−6 (apf)
Ez a folyamat megfordítható, ha az oldatból eltávolítjuk a xenon gázt, a Xe+2 ion visszaalakul xenongázzá és XeF+ ionná, az oldat színe pedig ismét halványsárga lesz.
Folyékony hidrogén-fluorid (HF) jelenlétében –30°C-on a zöld oldatból sötétzöld, kristályos anyagot lehet lecsapatni.
Xe+2 (apf) + 4 SbF−6 (apf) → Xe+2Sb4F−21 (s) + 3 F− (apf)
Röntgensugaras kristályvizsgálat megállapította, hogy Xe–Xe kötés hossza ebben a vegyületben 309 pm, ami nagyon gyenge kötésre utal. A Xe+2 ion izoelektronos a szintén zöld színű I−2 ionnal.

### Komplexkémia
A XeF2 az átmenetifémek komplexeiben viselkedhet ligandumként. Például a HF oldatban:
Mg(AsF6)2 + 4 XeF2 → [Mg(XeF2)4](AsF6)2
A kristályszerkezet vizsgálata arra utal, hogy a magnéziumatomhoz hat fluoratom koordinálódik. Négy fluor a négy xenon-difluorid ligandumhoz kapcsolódik, míg a másik kettő a cis-AsF−6 ligandumpárhoz kötődik.
Egy ehhez hasonló reakció a következő is:
Mg(AsF6)2 + 2 XeF2 → [Mg(XeF2)2](AsF6)2
Ennek a terméknek megvizsgálva a kristályszerkezetét az látható, hogy a magnéziumatom oktaéderes koordinációjú, ahol az XeF2 ligandumok axiálisak, míg az AsF−6 ligandumok a tengelyre merőlegesek.
Számos ehhez hasonló, [Mx(XeF2)n](AF6)x összetételű terméket szolgáltató folyamatot figyeltek már meg, ahol M helyén Ca, Sr, Ba, Pb, Ag, La, vagy Nd míg A helyén As, Sb vagy P állhat.
Nemrég egy olyan vegyületet állítottak elő, melyben a fématomhoz csak a XeF2 fluor atomjai koordinálódnak:
2 Ca(AsF6 )2 + 9 XeF2 → Ca2(XeF2)9(AsF6)4.
Ehhez a reakcióhoz nagy felesleg xenon-difluorid szükséges. Olyan a só szerkezete, hogy a Ca2+ ionok egyik feléhez a xenon-difluorid fluoratomjai koordinálódnak, míg a többi Ca2+ ionhoz a XeF2 és AsF−6 fluorjai kapcsolódnak.

## Alkalmazása

### Fluorozószerként
A xenon-difluorid erős oxidáló- és fluorozószer. Olyan anyagokkal közösen, mely elnyeli a fluorid iont, XeF+ és Xe2F3+ ionokat alkot, melyek még erősebb hatású szerek.
A xenon-difluorid hatására végbemenő fluorozási reakciók közé tartonak:
- Oxidatív fluorozás:

Ph3TeF + XeF2 → Ph3TeF3 + Xe
- Reduktív fluorozás:

2 CrO2F2 + XeF2 → 2 CrOF3 + Xe +O2
- Aromás fluorozás:

- Alkén fluorozása:

A XeF2 olyan molekula, mely nem minden atomot fluoroz. Így kitűnő eszköz arra, hogy egy szerkezetben csak egyes atomokat fluorozzon, míg a többit érintetlenül hagyja. Például a trimetil-arzénben csak az arzén atomot fluorozza, a metil-csoportot változatlanul hagyja.
(CH3)3As + XeF2 → (CH3)3AsF2
A XeF2 oxidatívan dekarboxilezi a karbonsavakat, a megfelelő fluorozott alkánok keletkezése közben:
RCOOH + XeF2 → RF + CO2 + Xe + HF
A vizsgálatok szerint a szilícium-tetrafluroid katalizátorként vehet részt ezekben a folyamatokban:

### Marószerként történő alkalmazása
A xenon-difluoridot ezeken felül alkalmazzák még szilícium marására is, elsősorban a mikro-elektromechanikai rendszerek létrehozása során. Brazzle, Dokmeci és társaik így írják le ezt az eljárást:
A marás folyamata a következő: A XeF2 először adszorbeálódik a szilícium felületén, és xenon (Xe) és fluor (F) atomokra disszociál. A szilícium marási folyamatában a fluor a fő maróanyag. Az XeF2 maró hatását a következő egyenlet írja le:
2 XeF2 + Si → 2 Xe + SiF4
Az XeF2 viszonylag gyorsan maró anyag, és nem igényel ionbombázást vagy más külső energiaforrást ahhoz, hogy megmarja a szilíciumot. 

## Fordítás
- Ez a szócikk részben vagy egészben a Xenon difluoride című angol Wikipédia-szócikk ezen változatának fordításán alapul.  Az eredeti cikk szerkesztőit annak laptörténete sorolja fel. Ez a jelzés csupán a megfogalmazás eredetét és a szerzői jogokat jelzi, nem szolgál a cikkben szereplő információk forrásmegjelöléseként.

## További olvasnivalók
- N. N. Greenwood, A. Earnshaw. Az elemek kémiája. Budapest: Nemzeti Tankönyvkiadó, 1226. o. (1999). ISBN 936 18 9144 5